# Norra Dammsjön
Norra Dammsjön är en sjö i Fagersta kommun i Västmanland och ingår i Norrströms huvudavrinningsområde. Sjön har en area på 0,0532 kvadratkilometer och ligger 96,9 meter över havet.

## Delavrinningsområde
Norra Dammsjön ingår i det delavrinningsområde (664582-150962) som SMHI kallar för Utloppet av Åmänningen. Medelhöjden är 101 meter över havet och ytan är 96,2 kvadratkilometer. Räknas de 128 avrinningsområdena uppströms in blir den ackumulerade arean 2 680,19 kvadratkilometer. Kolbäcksån som avvattnar avrinningsområdet har biflödesordning 3, vilket innebär att vattnet flödar genom totalt 3 vattendrag innan det når havet efter 187 kilometer. Avrinningsområdet består mestadels av skog (58 procent). Avrinningsområdet har 25,55 kvadratkilometer vattenytor vilket ger det en sjöprocent på 26,5 procent. Bebyggelsen i området täcker en yta av 0,93 kvadratkilometer eller 1 procent av avrinningsområdet.